# قرار مجلس الأمن التابع للأمم المتحدة رقم 1360
قرار مجلس الأمن التابع للأمم المتحدة رقم 1360، المتخذ بالإجماع في 3 تموز / يوليو 2001، بعد الإشارة إلى جميع القرارات السابقة بشأن العراق، بما في ذلك القرارات 986 (1995) و1284 (1999) و1330 (2000) و1352 (2001) بشأن برنامج النفط مقابل الغذاء، مدد المجلس الأحكام المتعلقة بتصدير النفط العراقي أو المنتجات النفطية مقابل مساعدات إنسانية لمدة 150 يوما أخرى.
كان مجلس الأمن مقتنعاً بضرورة اتخاذ إجراء مؤقت لتقديم المساعدة الإنسانية للشعب العراقي حتى تنفذ الحكومة العراقية أحكام القرار 687 (1991) وتوزع المساعدات في جميع أنحاء البلاد بالتساوي.
بموجب الفصل السابع من ميثاق الأمم المتحدة، مدد المجلس برنامج النفط مقابل الغذاء لمدة 150 يومًا بدءًا من الساعة 00:01 بتوقيت شرق الولايات المتحدة في 4 يوليو 2001. سيتم تخصيص عائدات مبيعات النفط والمعاملات المالية الأخرى على أساس الأولوية في سياق أنشطة الأمانة، والتي سيتم استخدام 13٪ منها للأغراض المشار إليها في القرار 986. وطُلب من الأمين العام كوفي أنان ضمان التنفيذ الفعال للقرار الحالي وتقديم تقرير في غضون 90 يومًا. كما طُلب من لجنة مجلس الأمن المكلفة بمراقبة العملية تقديم تقرير.
قرر القرار أن الأموال الموجودة في حساب الضمان تصل إلى إجمالي 600 مليون دولار أمريكي يمكن استخدامها لتغطية النفقات المعقولة بخلاف تلك المستحقة للعراق، مثل المعدات لزيادة صادرات النفط وتكاليف الاحتياجات المدنية الأساسية. سيكون معدل الخصم الفعلي للأموال المودعة في حساب الضمان القابل للتحويل إلى لجنة الأمم المتحدة للتعويضات هو 25٪ والأموال الإضافية المودعة في الحساب لأسباب إنسانية.
واختتم المجلس قراره بالحث على الامتثال الكامل للقرار الحالي وناشد جميع الدول التعاون في تقديم الطلبات وإصدار تراخيص التصدير.

## روابط خارجية
- نص القرار في undocs.org